# Peter Joseph Lenné
Peter Joseph Lenné (el Joven) (Bonn, Alemania, 29 de septiembre de 1789-Potsdam, Alemania, 23 de enero de 1866) fue un jardinero y paisajista prusiano que trabajó en estilo clasicista alemán.

## Biografía

### Infancia y desarrollo
Lenné era el hijo del jardinero de la corte real y de la universidad de Bonn, Peter Joseph Lenné el Viejo, y su esposa, Ana Catalina Potgieter (también Potgeter), hija del alcalde de Rheinberg. Después de hacer el bachillerato (Abitur), Lenné decidió trabajar en la jardinería. Empezó su aprendizaje como jardinero en 1808 con su tío, Josef Clemens Weyhe, jardinero de la corte en Brühl.
De 1809 a 1812 realizó varios viajes, pagados por su padre, que lo llevaron al sur de Alemania, Francia y Suiza. En 1811, completó un largo internado de prácticas en París con Gabriel Thouin, quien era entonces uno de los más famosos jardineros arquitectos en Europa. Esto lo hizo maestro paisajista. En otro de estos viajes conoció al creador del Jardín Inglés en Múnich, el paisajista Friedrich Ludwig von Sckell, quien tendría una influencia duradera en la obra de Lenné.

### Jardinero asistente

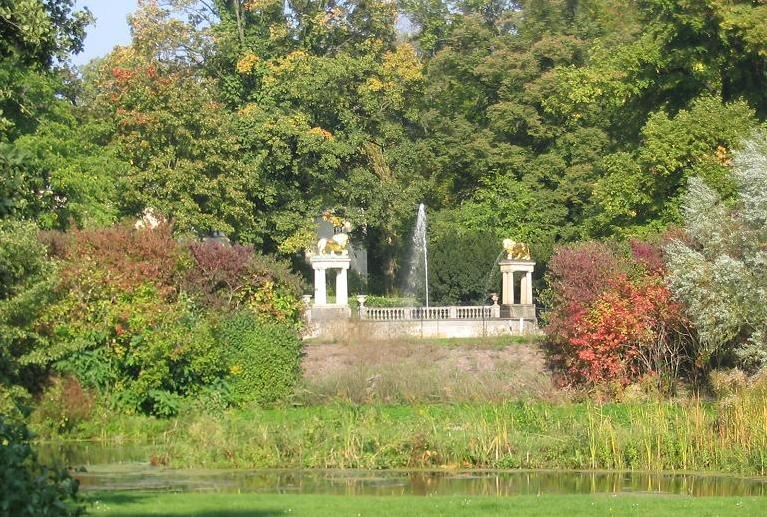
Parque del Pabellón de caza de Glienicke con vistas a la Fuente del León del Palacio de Glienicke.

En 1812, Lenné siguió a su padre a Coblenza, donde este había sido nombrado Director de Jardines por el Prefecto Jules Doazan. Posteriormente en ese año, trabajó en el Palacio de Schönbrunn, donde permanecería hasta 1814. Después volvió a Coblenza, donde se le dieron varios encargos privados hasta 1815. Las ampliaciones de las fortificaciones de la ciudad le dieron la oportunidad de proponer un plan para embellecerlas con la adición de jardines; sin embargo, esto no se llevó a cabo por falta de fondos. En 1816, retornó a Potsdam por sugerencia del funcionario forestal prusiano Georg Ludwig Hartig y el general Graf von Hacke. Allí recibió el puesto de Jardinero Asistente del Director de los Jardines de la Corte en Sanssouci.
Todavía trabajando de jardinero, en la primavera de 1816 recibió un encargo del Canciller prusiano Karl August von Hardenberg para renovar los terrenos en torno a su casa de campo en Klein-Glienicke. Este trabajo en el Palacio de Glienicke, que más tarde se convertiría en la residencia del Príncipe Carlos de Prusia, sentó las bases para los diseños de Lenné en los alrededores de Potsdam, que quería convertir en una Gesamtkunstwerk. Las renovaciones de los terrenos de Glienicke fueron sucedidas —en estrecha cooperación con los arquitectos Karl Friedrich Schinkel, Ludwig Persius y Ferdinand von Arnim— por otras como las del Böttcherberg y frente a él, el Parque de Babelsberg, que fue completado por el Príncipe Hermann von Pückler-Muskau. Son características en el trabajo de Lenné las versátiles vistas axiales —un ingenio estilístico horticultural— que aplicó en el Parque de Sanssouci y en otros lugares. Como parte del paisaje cultural de Berlín-Potsdam, que alcanza desde Pfaueninsel hasta Werder, muchos lugares que son obra de Lenné tienen la consideración de Patrimonio de la Humanidad y permanecen colectivamente bajo la protección de la UNESCO desde 1990.

### Director-General de Jardines Prusiano

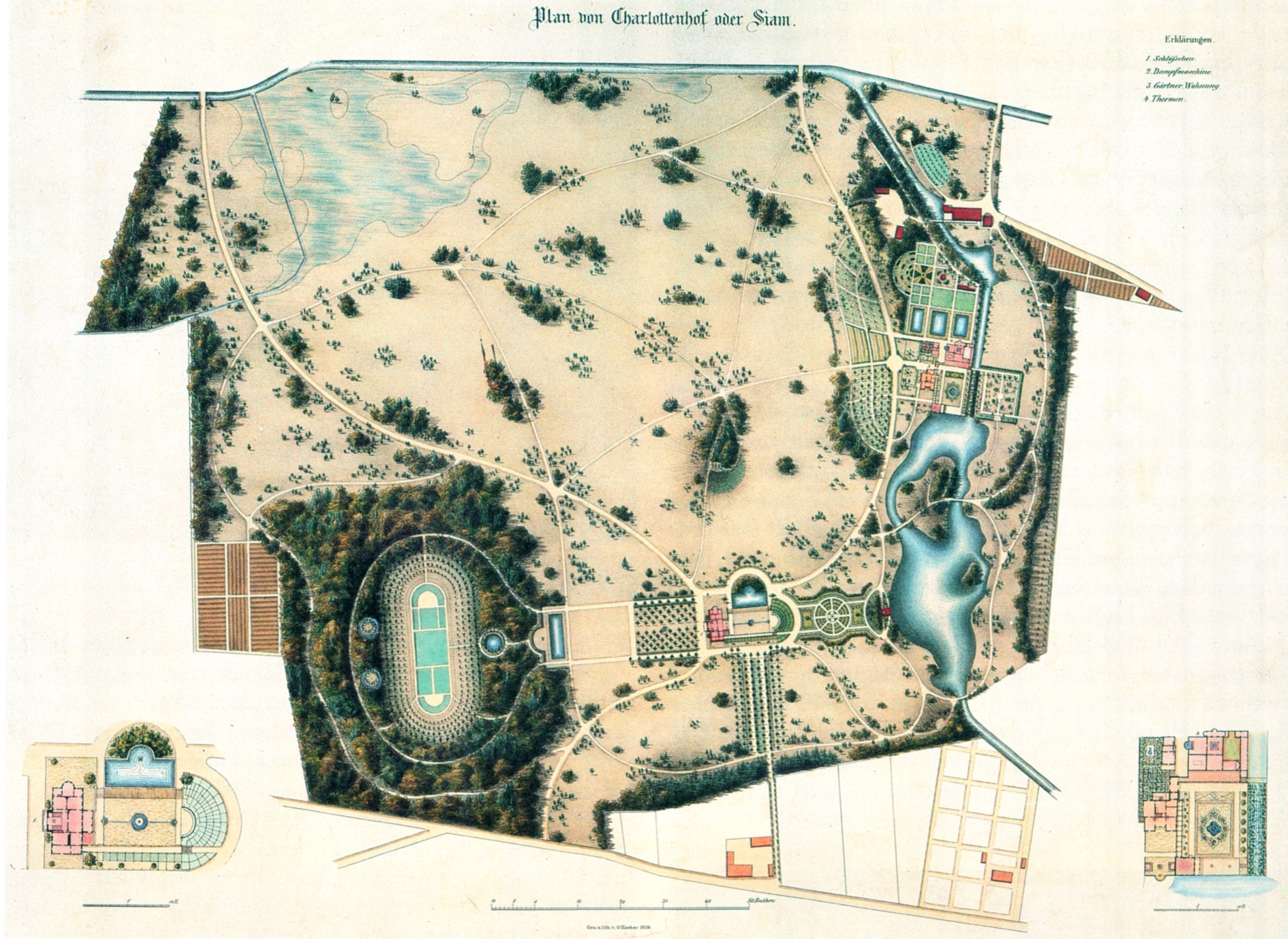
Plano de Charlottenhof oder Siam, Potsdam, 1839.

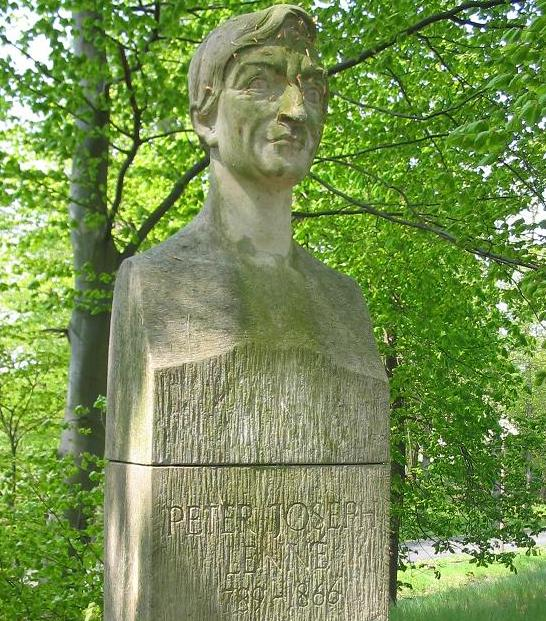
Busto en Landschaftspark Petzow.

Los logros de este jardinero arquitecto están reflejados en la progresión de su carrera. En 1818 era un empleado de la Real Autoridad de Jardines, y en 1822 recibió el ascenso a Director de Jardinería. El mismo año, se convirtió en miembro fundador de la Sociedad Prusiana para la Promoción de la Horticultura. También aceptó la posición de Gestor de la División de Cultivos de Huerta y más tarde de la División de Parques.
En 1823, se fundó bajo su gestión la Academia de Jardinería en Schöneberg y Potsdam. Aquí se enseñaba paisajismo de forma específica por primera vez. En 1828, fue nombrado director de Jardines y en 1845, director general de Jardines de Prusia. La Academia de Artes Prusiana (Akademie der Künste) hizo a Lanné miembro honorario.
En 1840, el recientemente entronado rey Federico Guillermo IV le asignó la planificación urbana de Berlín. Uno de sus logros más importantes en este puesto pervive en la edificación del Luisenstadt Canal, construido en 1852, entre el Landwehrkanal y el río Spree en Kreuzberg. El diseño del canal estuvo basado en los planos del Oficial Jefe de Edificaciones Johann Carl Ludwig Schmid.
A pesar de centrar su vida en torno a Potsdam y Berlín, Lenné permaneció unido a su Renania natal y contribuyó al posterior embellecimiento de Coblenza, particularmente en el Rheinanlagen, que se produjo bajo su gestión hasta 1861. Su amor por su trabajo en el Rin y el Mosela le decidieron a construir la residencia que recibe su nombre, el Lenné-Haus, donde deseaba pasar sus últimos días; no obstante, la forma de su muerte no se lo permitió. Lenné reposa el Cementerio de Bornstedt en Potsdam.
Bustos de Peter Joseph Lenné se localizan en el Jardín Botánico de Bonn, en la margen del Rin (Alter Zoll), en el Landschaftspark Petzow que él mismo diseñó, en el Parque Feldafing, en el Parque de Sanssouci, y en el Kaiserin-Augusta-Anlagen en Coblenza (copia de un busto por Christian Daniel Rauch). Un reciente busto fue finalizado por el escultor de Bad Homburg Otto Weber-Hartl.

## Obra principal

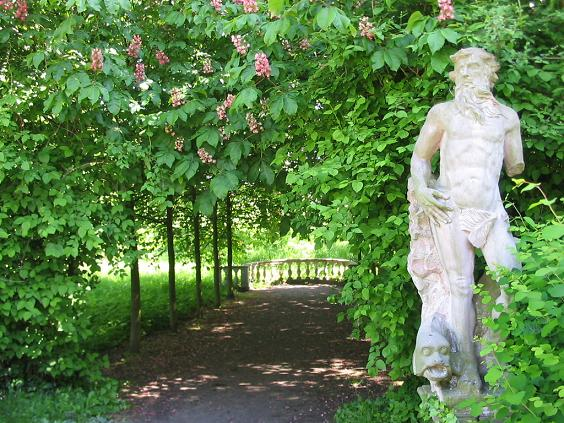
Estatuaria en el Parque del Palacio de Blankensee, en Trebbin.

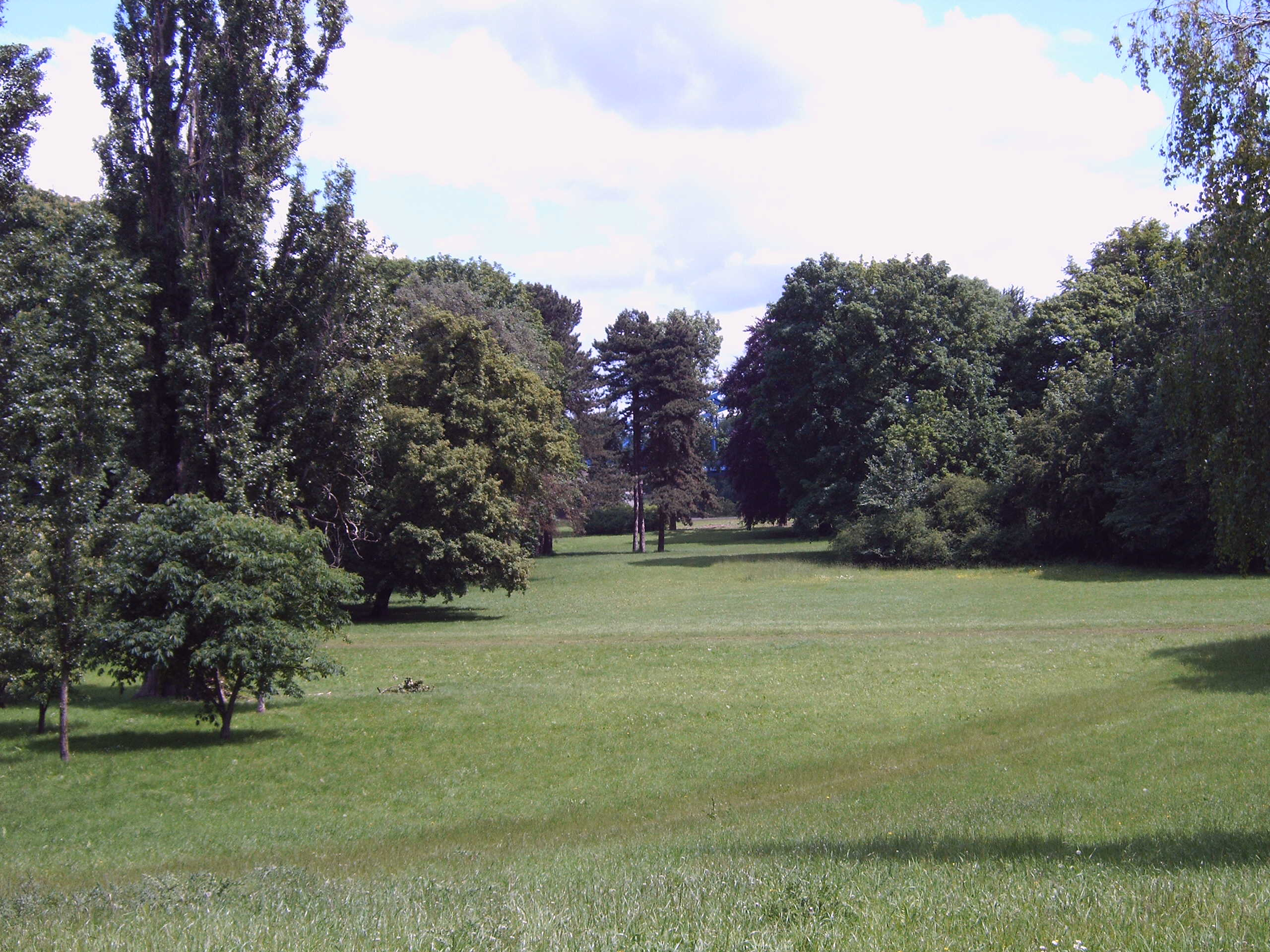
Klosterbergegarten, Magdeburg, 2006.

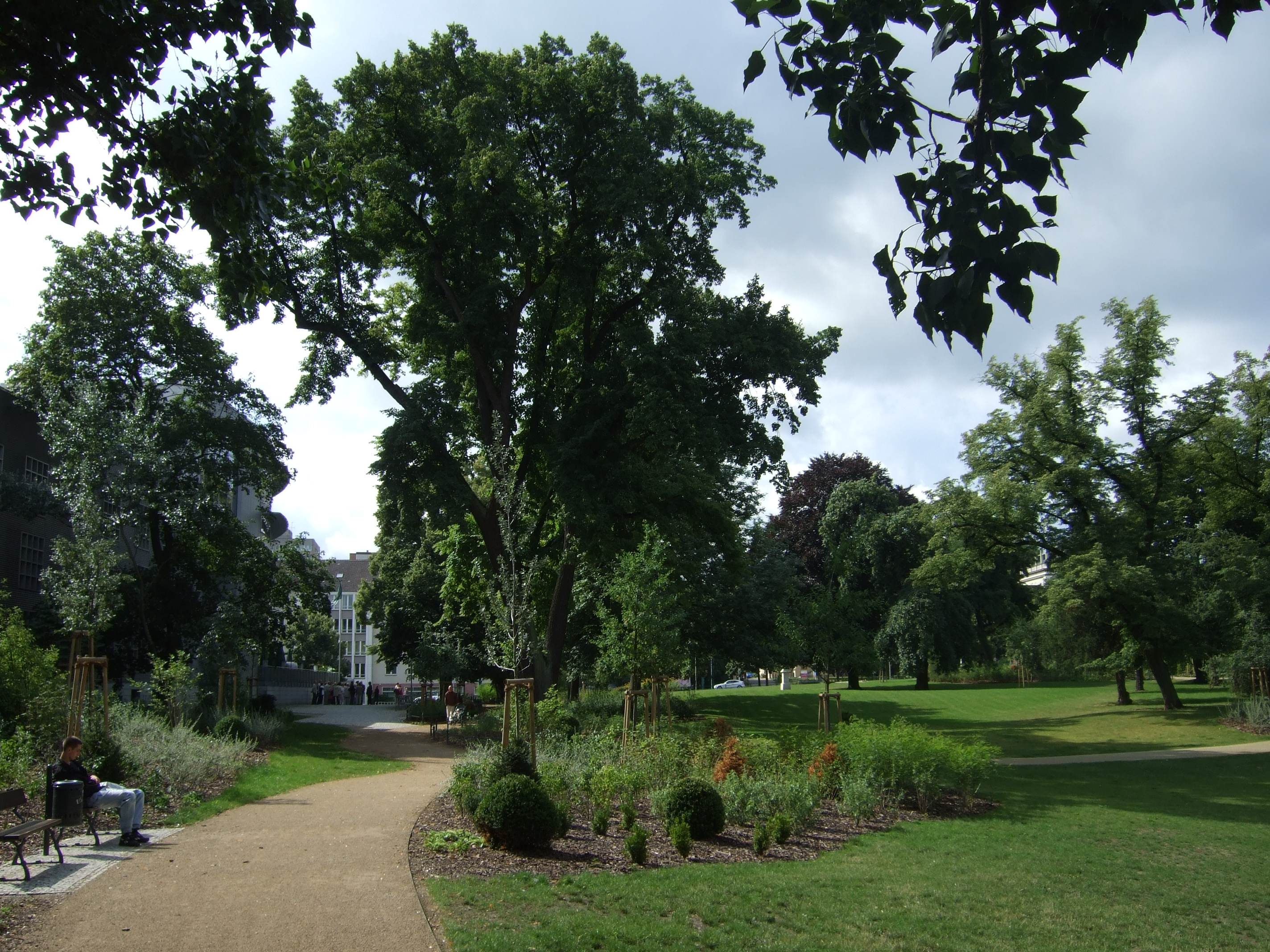
Parque Lenné, Frankfurt (Oder), 2008.

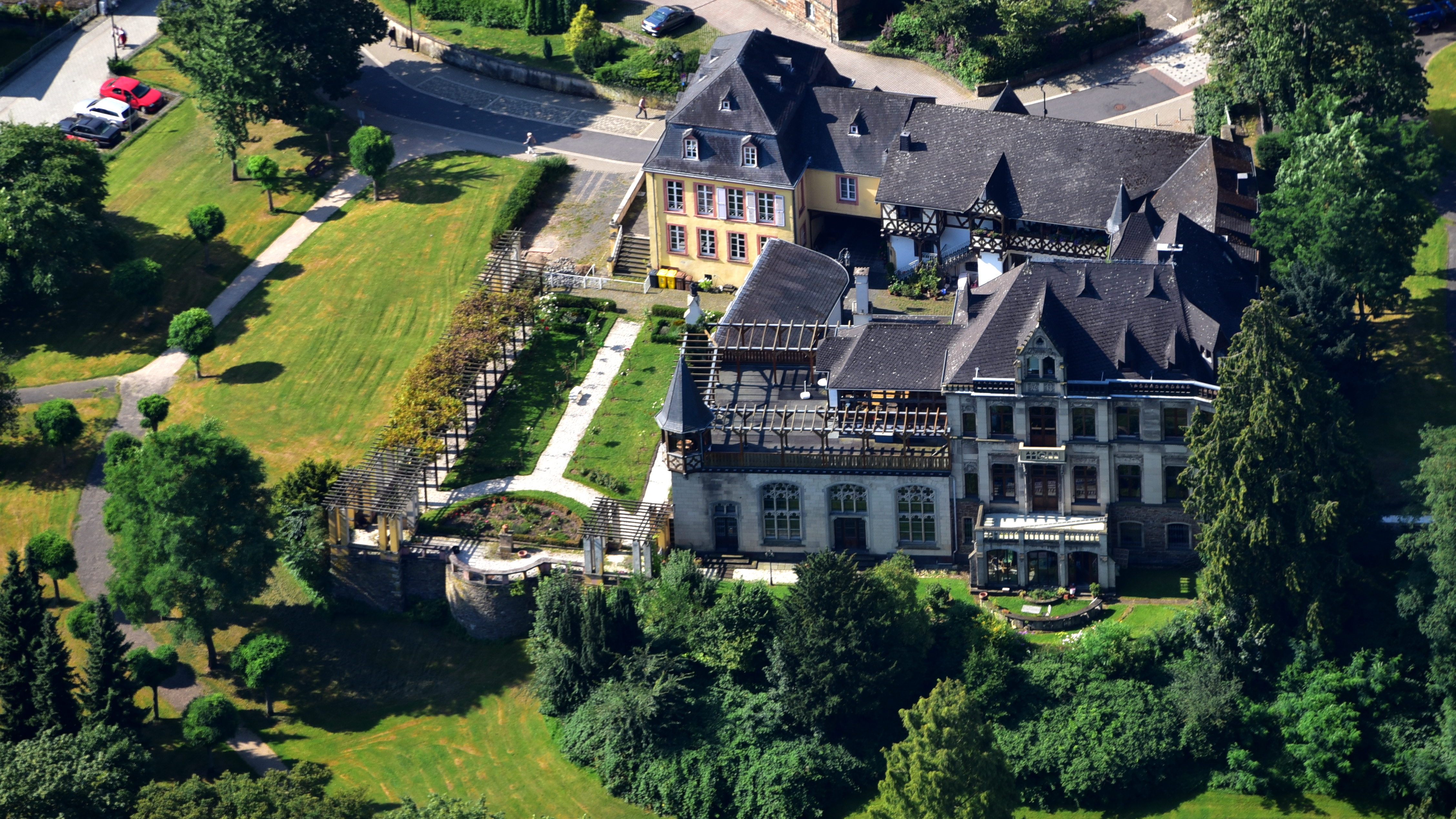
Sinzig Zehnthof, vista aérea (2016).

- Parque del Palacio de Neuhardenberg
- Roseninsel y Parque Lenné en Feldafing en el lago Starnberg
- Klosterbergegarten en Magdeburg
- Parque Zwierzyniec, Złotów
- Parque de Sanssouci en Potsdam
- Jardín del Palacio de Caputh en Potsdam
- Paisajismo del Palacio de Petzow, Werder
- Parque Klein-Glienicke, Berlín
- Diseño del paisajismo del parque en Blumberg (ahora parte de Ahrensfelde)
- Diseño para el Landwehr Canal
- Diseño para el Luisenstadt Canal, Berlín
- Diseño para el Tiergarten, Berlín
- Diseño para los parques del Palacio de Blankensee, en Trebbin
- Diseño para los jardines del balneario de Bad Homburg
- Jardines del Palacio de Liebenberg en el Löwenberger Land, descritos en el Fünf Schlösser de Theodor Fontane  (Volumen 5 del Wanderungen durch die Mark Brandenburg)
- Parque del Palacio de Wolfshagen
- Parque del Palacio de Trebnitz (en Müncheberg)
- Parque Lenné en Fráncfort del Oder
- Kaiserin-Augusta-Anlagen sobre el Rin en el Parque del Palacio Electoral de Coblenza
- Elisengarten, Parque de la Ciudad y jardines del balneario en Aquisgrán
- Parque del Castillo y Zehnthof en Sinzig
- Jardines del Palacio de Friedrichsfelde, ahora Tierpark Friedrichsfelde, en Berlín
- Jardines de los acantilados en el Castillo de Stolzenfels, Coblenza
- Jardín del Castillo en Brühl
- Diseño para los Jardines del Balneario de Bad Oeynhausen
- Parque del Palacio de Fürstlich Drehna, en Luckau (colaboración)
- Partes de los jardines del Bürgerwiese en Dresde
- Zoo de Dresde[1]